# 마하바드

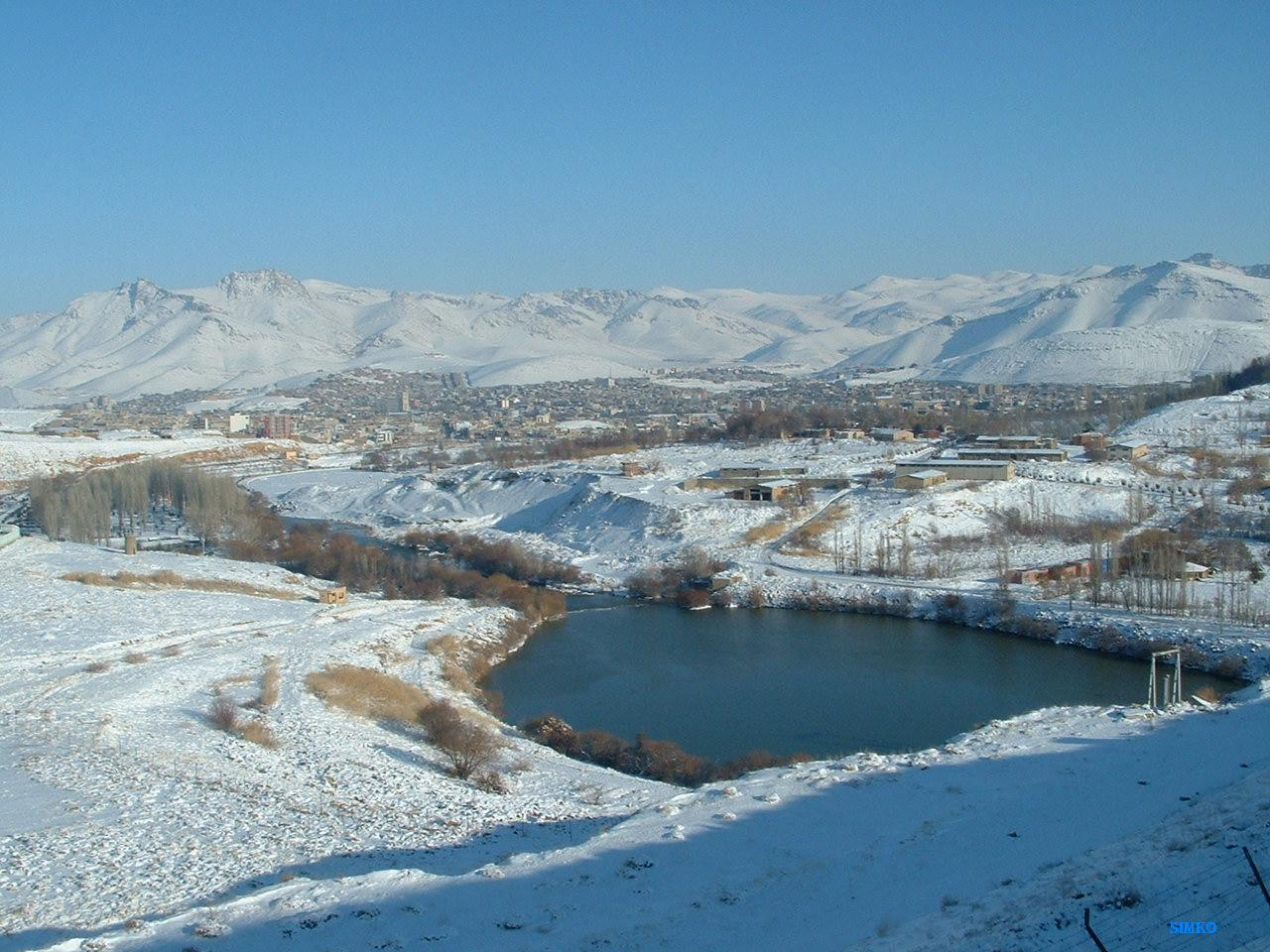

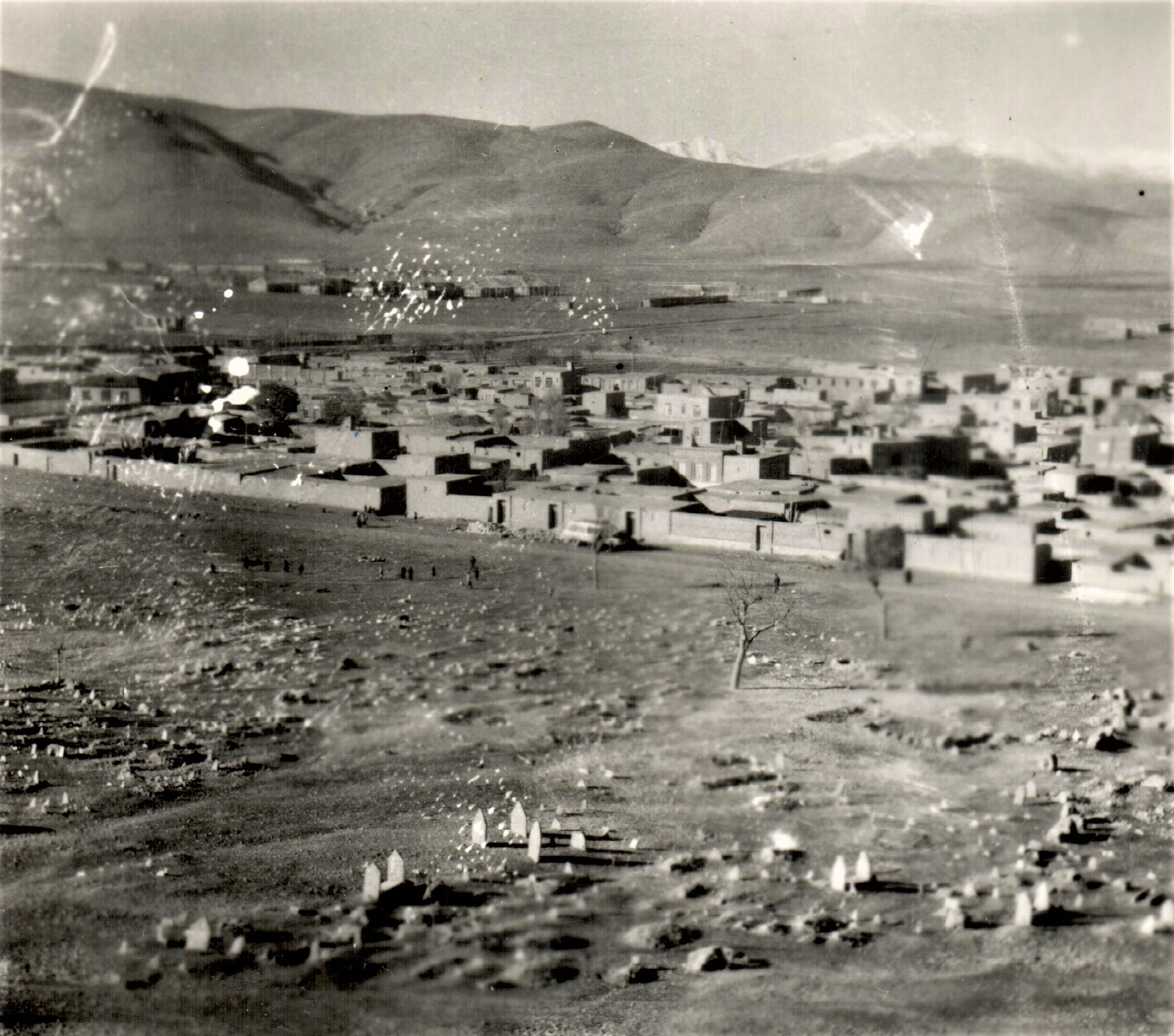
마하바드 (1959)

마하바드(페르시아어: مهاباد)는 이란 서아제르바이잔주의 도시로 인구는 140,000명(2012년 기준)이다. 우르미아호 남안과 접하며 쿠르드족이 전체 주민의 다수를 차지한다. 1946년에 존재했던 미승인 국가인 마하바드 공화국의 수도였던 곳이다.